# Esmeralda (inslagkrater)
Esmeralda is een inslagkrater op de planeet Venus. Esmeralda werd in 1997 genoemd naar Esmeralda, een Roma meisjesnaam.
De krater heeft een diameter van 9,8 kilometer en bevindt zich in het quadrangle Meskhent Tessera (V-3).